# Otevřená soustava
Jako otevřená soustava, často také otevřený systém, (např. živé organismy) se označuje taková soustava, kde dochází k výměně energie i hmoty s okolím. V otevřené soustavě nemůže nastat termodynamická rovnováha.